# Dammscher See
Der Dammsche See (poln. Dąbie) ist eine Aufweitung der Oder kurz vor deren Mündung. Der rund 15 Kilometer lange und an der breitesten Stelle etwa vier Kilometer breite See beginnt im inneren Stadtgebiet von Stettin, wo die von vielen Flussarmen und -inseln geprägte Oderniederung in einen offenen See übergeht. Kurz oberhalb der Stadt Pölitz (Police) findet der Fluss in sein Bett zurück, breitet sich jedoch kurz vor der Mündung in das Stettiner Haff wieder aus (Papenwasser/Roztoka Odrzańska).
Der Name des Sees kommt von der Stadt Altdamm auf dem östlichen Oderufer, heute ein Stadtteil von Stettin.
Außer den beiden Hauptarmen der Oder, der West- und der Ostoder, sowie den Querverbindungen Dunzig und Parnitz münden die Flüsse Plöne (Płonia) und Ihna (Ina) in den Dammschen See. Durch mehrere große Inseln vom übrigen See getrennt, behält die Westoder auch im Bereich des Sees ihren Lauf weitgehend bei.
Das westliche Ufer des Sees ist mit den Stadtteilen von Stettin dicht bebaut, im Süden trennt der große Seehafen der Stadt den Dammschen See vom Landschaftsschutzpark Unteres Odertal, im Südosten liegt der erwähnte Stadtteil Altdamm. Das östliche und nördliche Ufer sind weitgehend unbesiedelt, die nächste Stadt (Gollnow/Goleniów) liegt rund 10 km östlich.

## Bilder

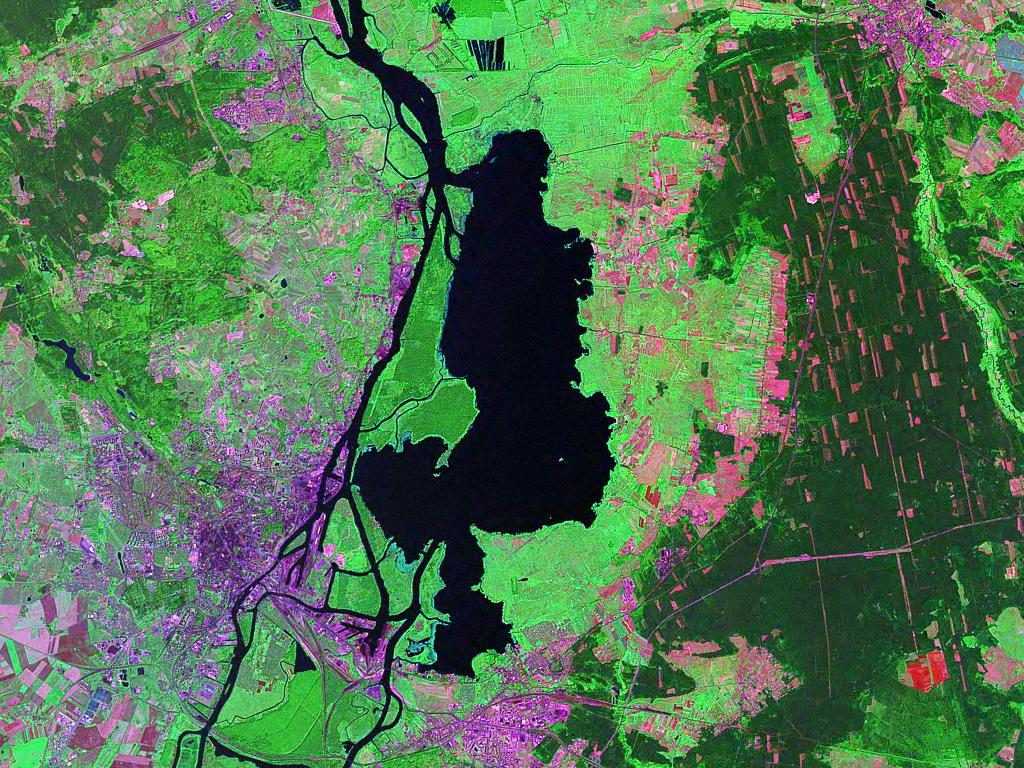
Satellitenbild des Dammschen Sees
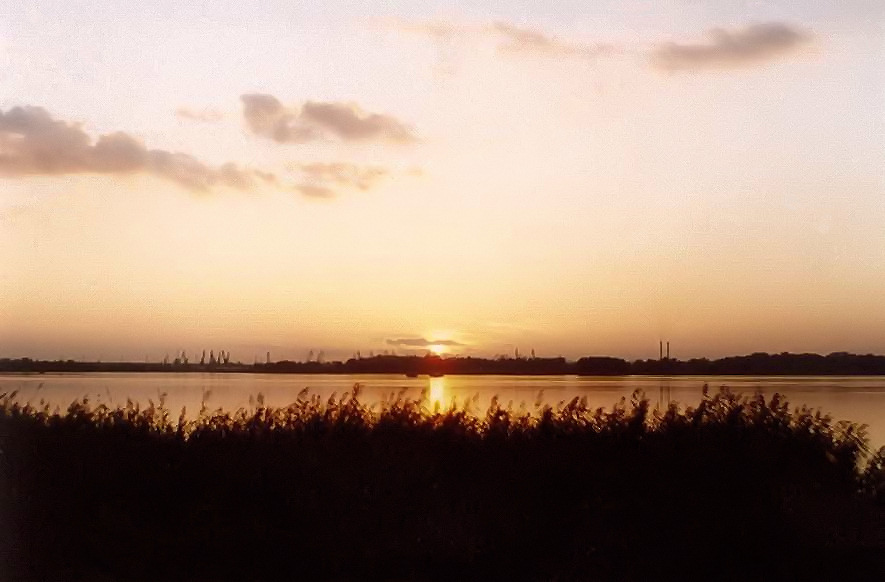
Blick über den Dammschen See auf Stettin
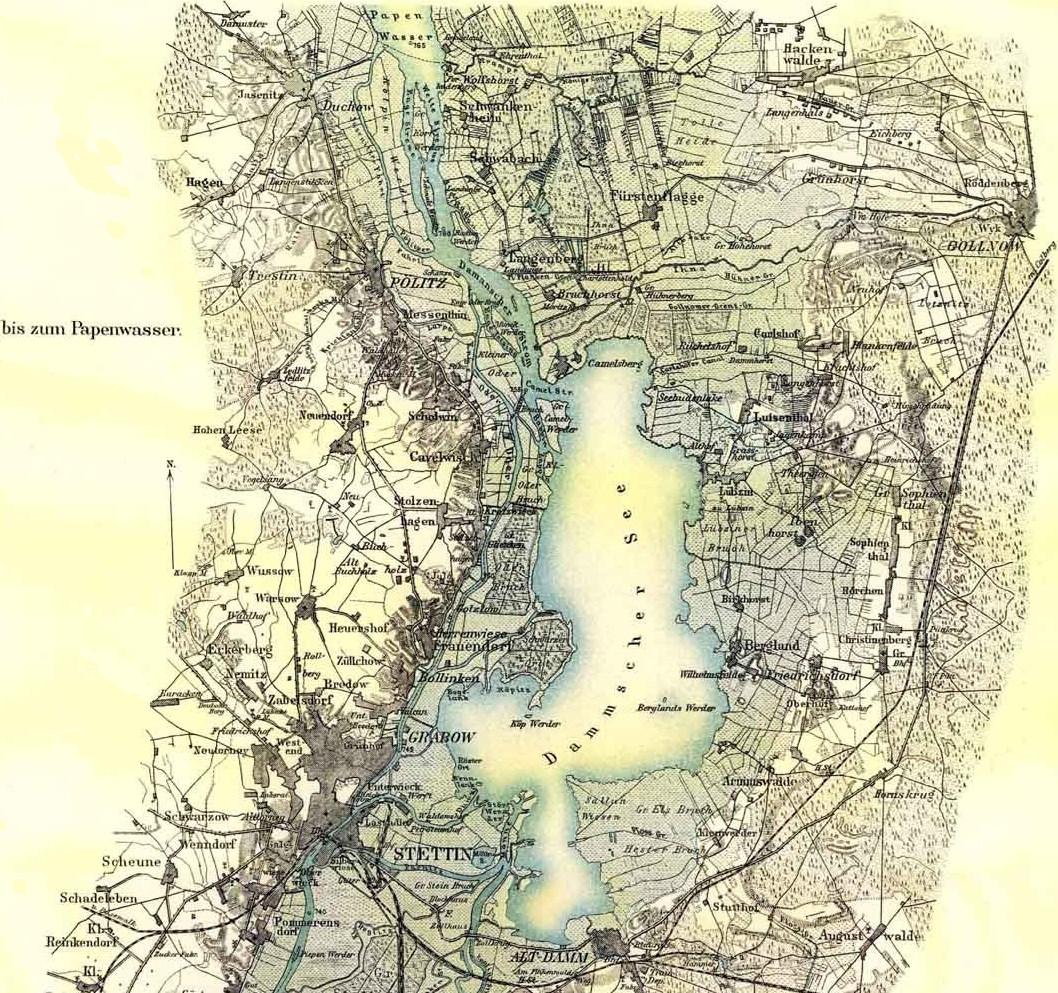
Karte des Dammschen Sees von 1896
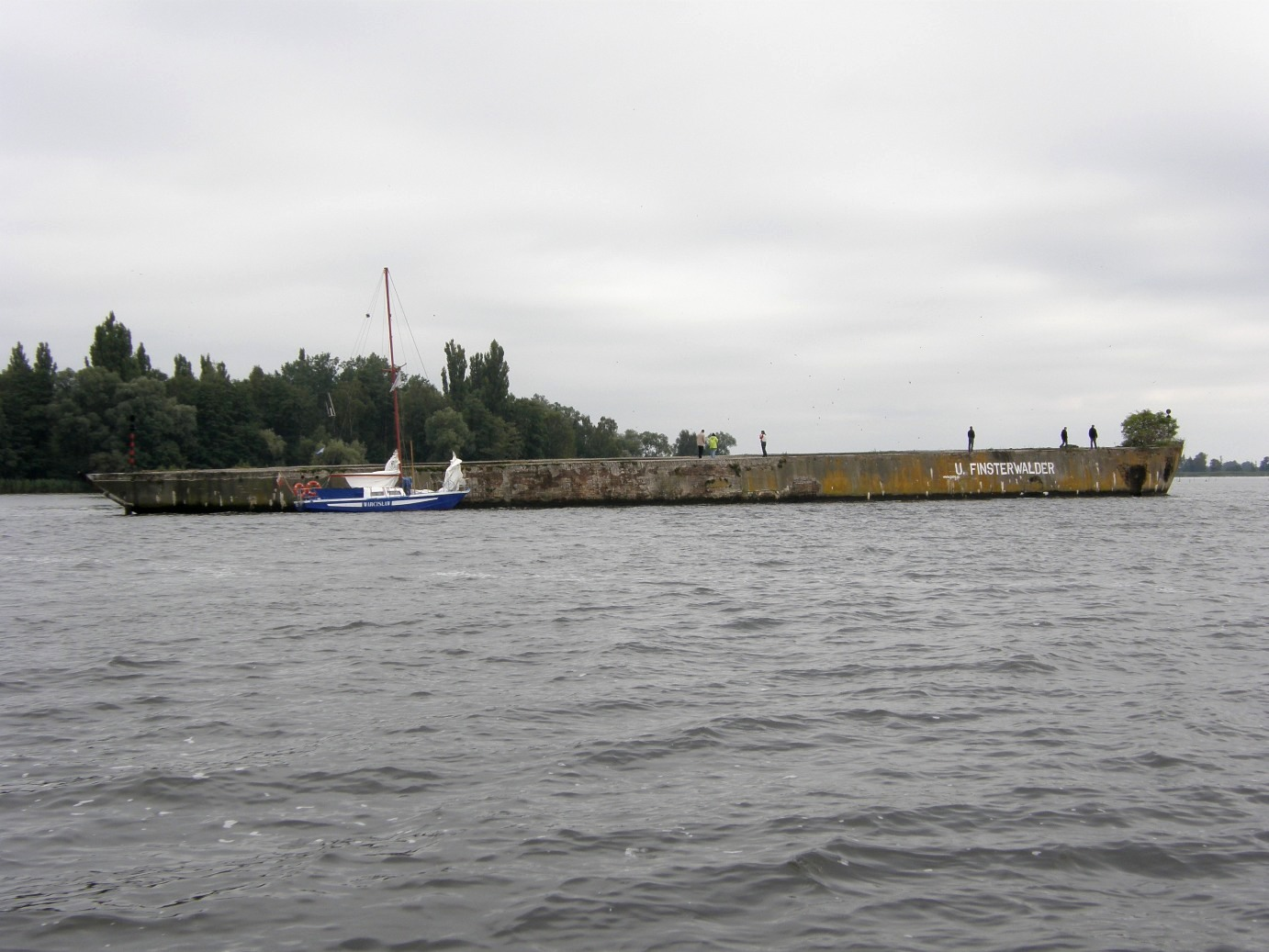
Wrack der Ulrich Finsterwalder (ehemaliger Betontanker der Hydrierwerke Pölitz AG) im Dammschen See